# Jamie Browne
Jamie Browne (Basseterre, 3 luglio 1989) è un calciatore americo-verginiano, di ruolo centrocampista.

## Carriera

### Club
Dal 2009 gioca con gli Upsetters.

### Nazionale
Ha esordito per la prima volta nel 2006, conta 7 presenze in nazionale; ha segnato una rete nelle qualificazioni ai Mondiali del 2018, nelle quali la sua nazionale è stata eliminata al primo turno.